# Moxostoma pappillosum
Moxostoma pappillosum es una especie de peces de la familia Catostomidae en el orden de los Cypriniformes.

## Morfología
• Los machos pueden llegar alcanzar los 45 cm de longitud total.

## Distribución geográfica
Se encuentran en Norteamérica: desde Virginia hasta Carolina del Sur.